# Масанув
Масанув (пол. Masanów) — село в Польщі, у гміні Серошевиці Островського повіту Великопольського воєводства.
Населення — 663 особи (2011).

## Демографія
Демографічна структура станом на 31 березня 2011 року:
|          | Загалом | Допрацездатний вік | Працездатний вік | Постпрацездатний вік |
| -------- | ------- | ------------------ | ---------------- | -------------------- |
| Чоловіки | 325     | 67                 | 227              | 31                   |
| Жінки    | 338     | 77                 | 195              | 66                   |
| Разом    | 663     | 144                | 422              | 97                   |